# Asco (Francia)
Asco (in corso Ascu) è un comune francese di 127 abitanti situato nel dipartimento dell'Alta Corsica nella regione della Corsica.
Si trova all'interno del Parco naturale regionale della Corsica.

## Società

### Evoluzione demografica
Abitanti censiti

## Luoghi di interesse

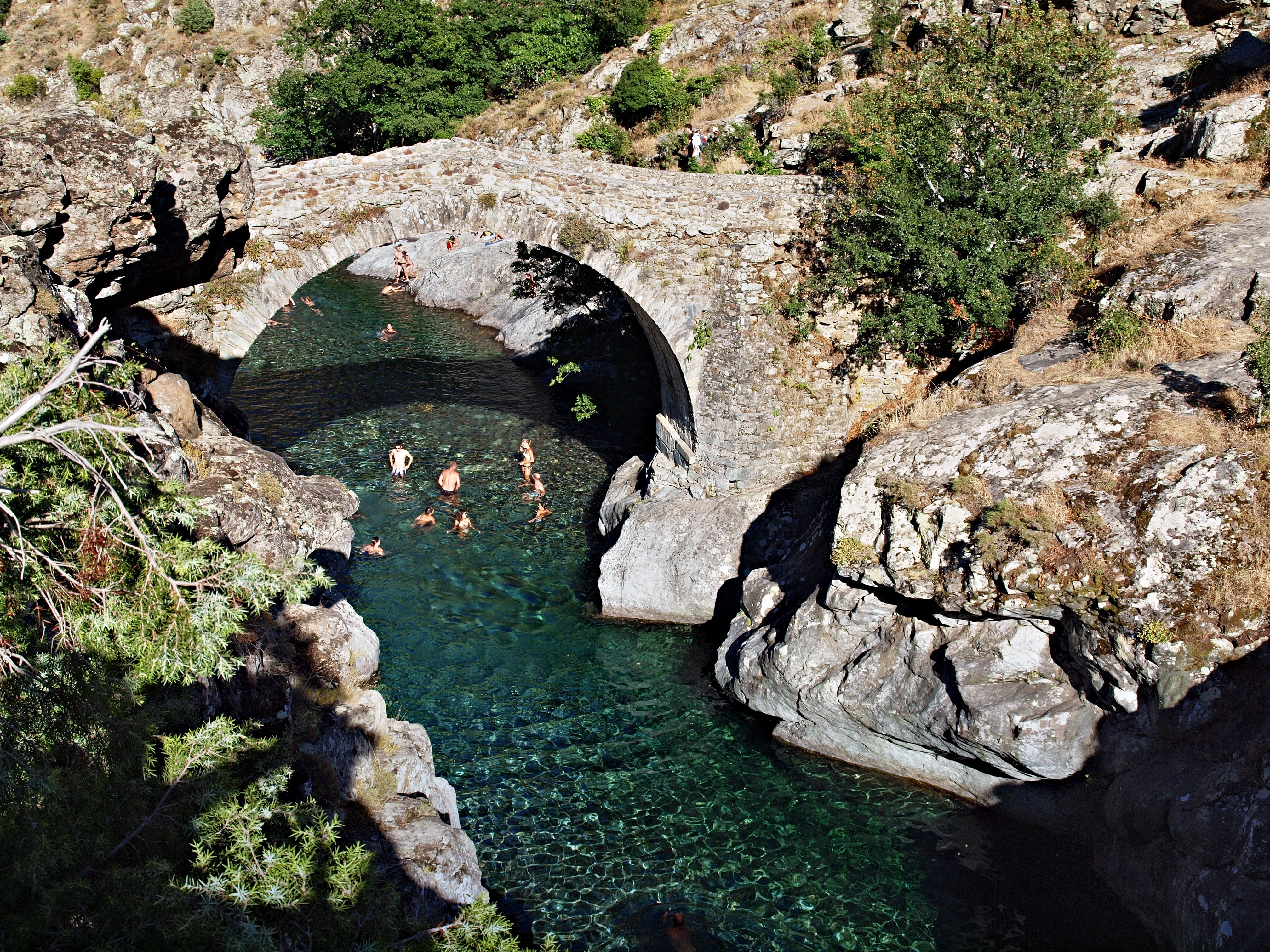
Ponte genovese

A circa un chilometro dal villaggio si trova il “Ponte genovese”.  Costruito in pietra, risale al XV secolo, dalla caratteristica forma a schiena d'asino; restaurato nel 1971, è stato dichiarato monumento storico. 
Sotto al ponte si trova una piscina naturale in cui è possibile fare il bagno.

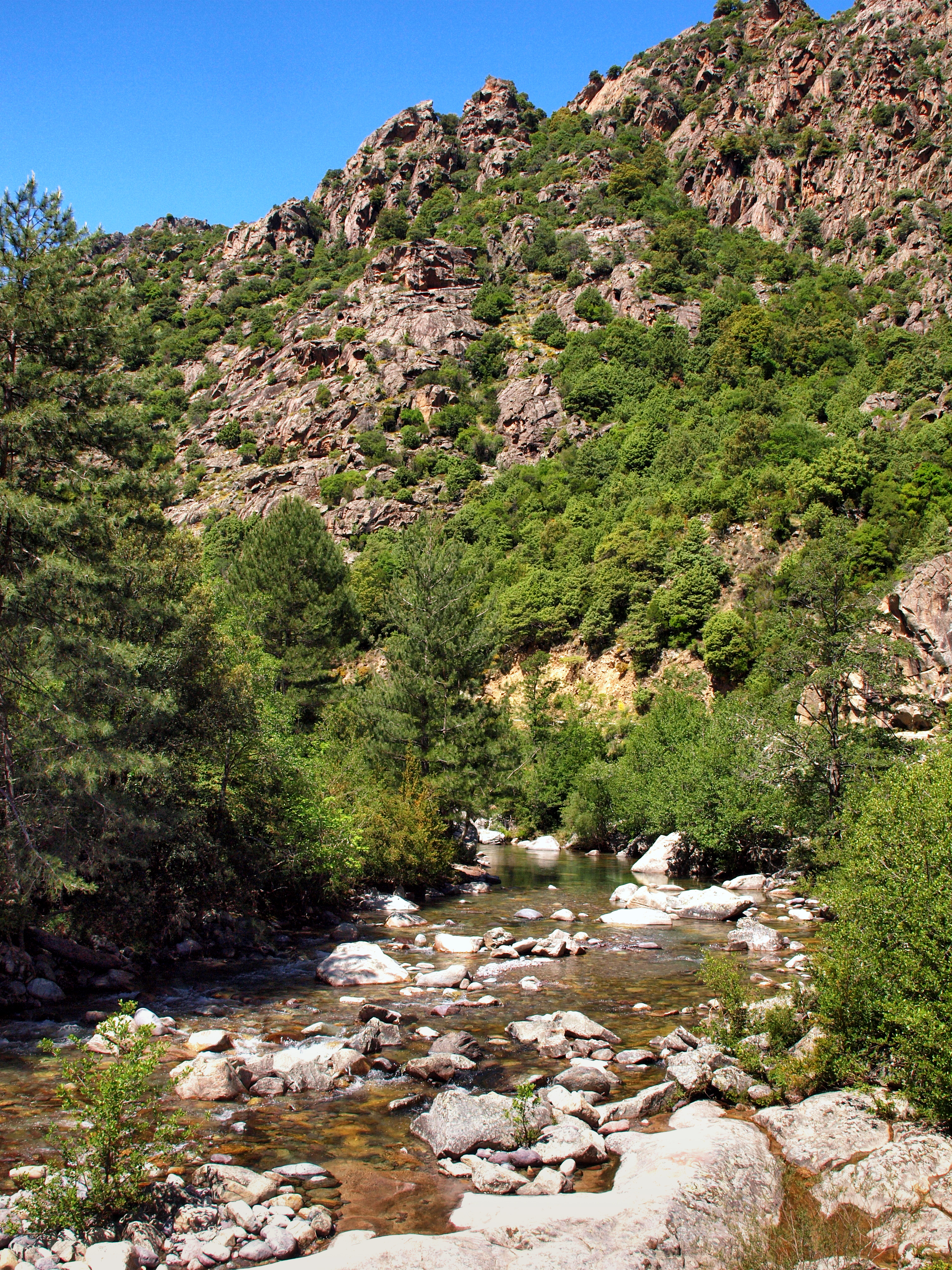
Gole dell'Asco

La strada principale per Asco, la D147, passa all'interno delle Gole dell'Asco. Si tratta di un territorio completamente aspro, fatto di rocce di granito rosso erose dal tempo e dalle acque del fiume omonimo. Non c'è spazio per la vegetazione, se non per qualche sparuto ginepro rosso (Juniperus oxycedrus). A tratti queste gole diventano veri e propri spettacolari canyon. Le gole di Asco sono uno spettacolo della natura che fanno conoscere il lato aspro e selvaggio della Corsica.